# Duckow
Duckow är en ortsteil i kommunen Malchin i Landkreis Mecklenburgische Seenplatte i förbundslandet Mecklenburg-Vorpommern i Tyskland. Duckow var en kommun fram till 1 januari 2019 när den uppgick i Malchin. Kommunen Duckow hade 227 invånare 2018.